# Sturzkampfgeschwader 76
Sturzkampfgeschwader 76 (dobesedno slovensko: Bližinskobojni polk 76; kratica StG 76) je bil jurišni (strmoglavni jurišnik) letalski polk (Geschwader) v sestavi nemške Luftwaffe med drugo svetovno vojno.
Polk je bil ustanovljen samo z eno skupino, ki je bila nato 9. julija 1940 preimenovana v I. skupino Sturzkampfgeschwader 3.

## Organizacija
- štab
- I. skupina[1]